# Tasmanoonops
Tasmanoonops là một chi nhện trong họ Orsolobidae.